# لويس هايمان
لويس هايمان (بالإنجليزية: Louis Hyman)‏ هو كاتب أمريكي، ولد في 1977.